# Ozjasz Thon

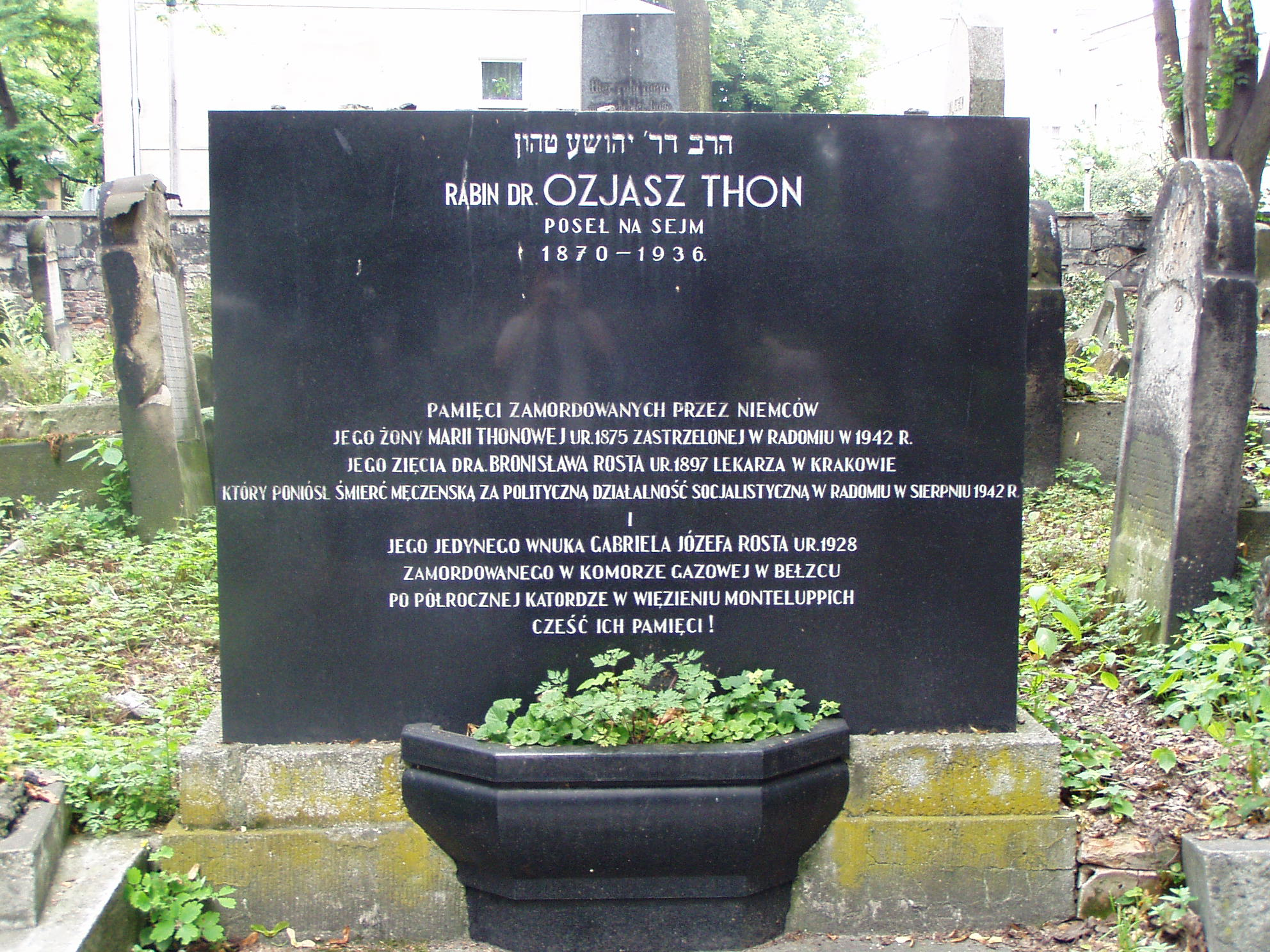
Grób Ozjasza Thona na nowym cmentarzu żydowskim przy ulicy Miodowej w Krakowie

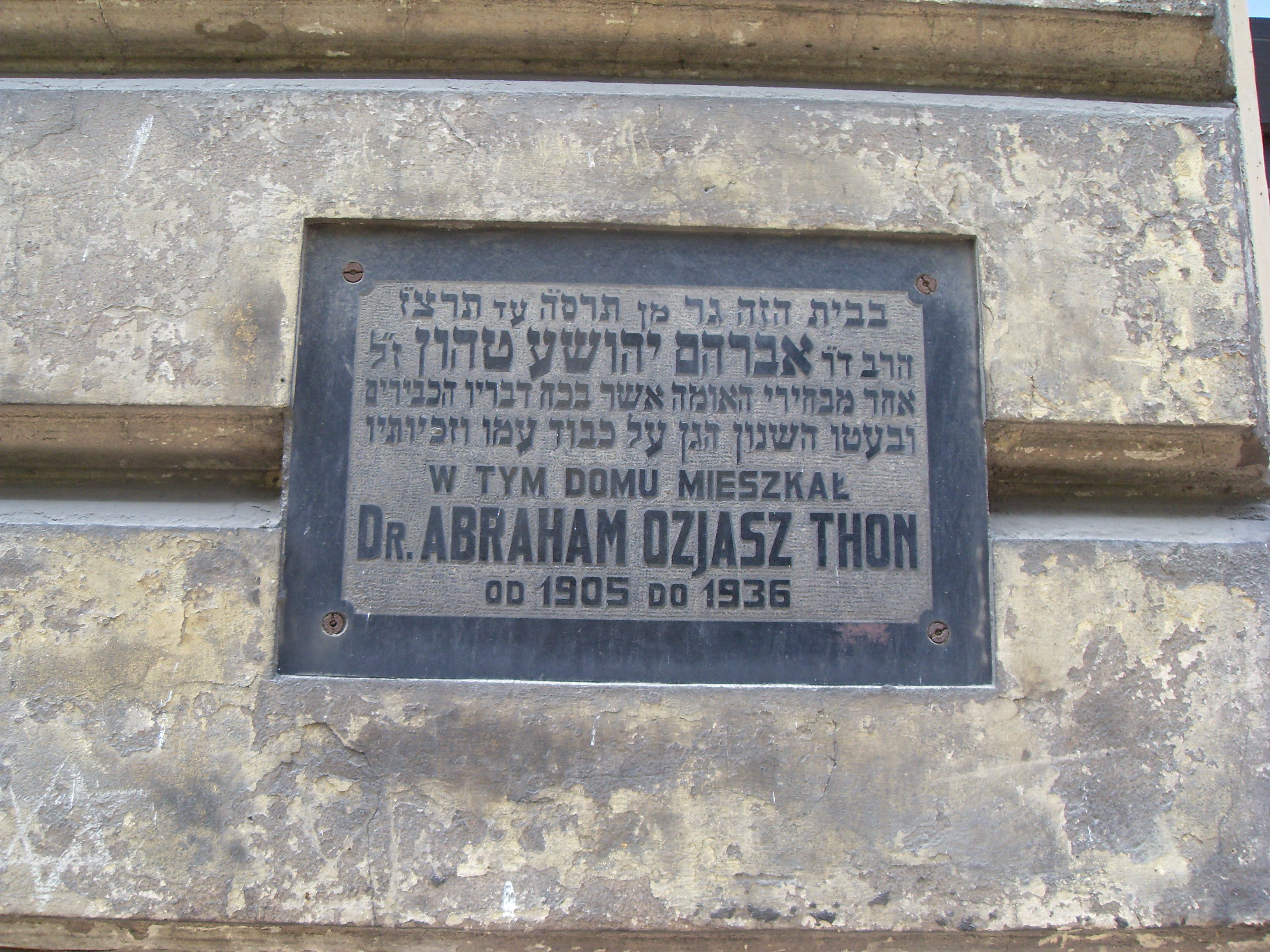
Tablica na kamienicy przy ul. Bogusławskiego 5 w Krakowie, w której mieszkał Ozjasz Thon

Abraham Ozjasz Thon, ps. Jehoszua (ur. 13 lutego 1870 we Lwowie, zm. 11 listopada 1936 w Krakowie) – polski rabin, działacz syjonistyczny, socjolog, kaznodzieja, publicysta. Poseł na Sejm Ustawodawczy i następnie Sejm II RP I, II i III kadencji.

## Życiorys
Ozjasz Thon urodził się w rodzinie lwowskich chasydów. Po ukończeniu jesziwy wyjechał na studia filozoficzne do Berlina (1891-1895), gdzie również ukończył seminarium rabinackie (1891-1897). Po studiach osiadł w Krakowie, gdzie od 1897 pełnił funkcję rabina w postępowej synagodze Tempel. W tym samym roku razem z Theodorem Herzlem zorganizował I Kongres Syjonistyczny w Bazylei.
Był prezesem Organizacji Syjonistycznej Zachodniej Galicji, a następnie Małopolski Zachodniej i Śląska, członkiem Komitetu Wykonawczego Światowej Organizacji Syjonistycznej, przywódcą „Et Liwnot”. Był również czołowym twórcą ruchu syjonistycznego w Galicji. W 1899 był współzałożycielem biblioteki „Ezra”, która w późniejszym okresie miała swoją siedzibę na parterze gmachu zarządu krakowskiej gminy żydowskiej.
W 1918 z jego inicjatywy powstała Żydowska Rada Narodowa, przekształcona później w Żydowską Samoobronę. W 1919 wyjechał do Paryża, gdzie był wiceprzewodniczącym osobnej delegacji żydowskiej na konferencję pokojową w Paryżu. W tym samym roku został wybrany posłem na Sejm Ustawodawczy. Tę funkcję pełnił przez następne kadencje, aż do śmierci. Przez wiele lat był przewodniczącym Koła Posłów Żydowskich. W 1925 za rządów Władysława Grabskiego zawarto tzw. ugodę polsko-żydowską, której współinicjatorem był właśnie Thon.
Ozjasz Thon zmarł 11 listopada 1936 w Krakowie. Został pochowany na nowym cmentarzu żydowskim przy ulicy Miodowej w Krakowie. Na ścianie domu przy ulicy Wojciecha Bogusławskiego 5, w którym mieszkał Thon znajduje się tablica pamiątkowa poświęcona jego osobie. W synagodze Tempel znajduje się jego portret.

## Twórczość
Ozjasz Thon był autorem książek z zakresu historii teorii ruchu syjonistycznego i artykułów pisanych w języku polskim, hebrajskim, jidysz czy niemieckim, głównie z zakresu filozofii i nauk społecznych, które publikował na łamach prasy żydowskiej. 
W 1918 założył polskojęzyczną gazetę Nowy Dziennik, której współredaktorem był do końca życia. W 1938 został pośmiertnie wydany w języku polskim wybór jego kazań.